# 陈俊亮
陈俊亮（1933年10月10日—），男，浙江宁波人，中国交换技术与通信网专家，北京邮电大学教授，曾任北京邮电大学程控交换技术与通信网国家重点实验室主任，现任北京邮电大学网络技术研究院院长，《中国通信》杂志主编, 中国科学院院士，中国工程院院士。

## 生平
1955年7月，毕业于上海交通大学电子讯息系， 就职于北京邮电学院（现已经更名为：北京邮电大学)。1957年11月至1961年6月就读于苏联莫斯科电讯工程学院，于1961年5月获副博土学位。1978年~1981年，在美国加利福尼亚大学伯克利分校做访问学者(是为改革开放后中国首批50名赴美访问学者)， 陈俊亮1981年2月回国。 
60年代陈俊亮是中国有线600／1200波特及无线600波特数据传输设备的主要研制者之一。
1981年，当时中国的通讯事业严重落后，电话普及率只有0.5%，还不及非洲。陈俊亮科研转向程控数字交换系统的研究与开发，主要研制程控交换机诊断程序，提出了数字交换网络的理论模型与交换机的测试诊断算法。他参与研制的“DS2000程控数字电话交换机”获1988年国家科技进步一等奖。
1993年，陈俊亮立项研究交换机基础上的增值服务——“智能网”， 开发出智能网系统, 并在我国通信网中得到实际应用，获1999年国家科技进步三等奖。 华为公司智能网产品也得益于1995年购买了北京邮电大学研发的“智能网”系统的第一个软件版本， 到2009年，北京邮电大学与上海贝尔公司的合资企业和深圳华为公司已占据了国内固定电话网上“智能网”约95%的市场份额。
1991年陈俊亮当选为中科院技术科学部学部委员(后改为中国科学院院士)，1994年当选首届中国工程院院士。1998年3月，第九届全国人大第一次会议上，他当选全国人民代表大会常务委员会委员。
2013年获中国计算机学会中国计算机学会终身成就奖。